# Гонсалес, Хосе Антонио
Хосе Антонио Гонсалес Кобачо (исп. José Antonio González Cobacho; род. 15 июня 1976, Игуалада) — испанский легкоатлет, специалист по спортивной ходьбе. Выступал за сборную Испании по лёгкой атлетике в 2000-х годах, серебряный призёр Кубка Европы в командном зачёте, победитель и призёр первенств национального значения, участник летних Олимпийских игр в Афинах.

## Биография
Хосе Антонио Гонсалес родился 15 июня 1979 года в городе Игуалада, автономное сообщество Каталония.
Впервые заявил о себе в лёгкой атлетике на международном уровне в сезоне 2002 года, когда вошёл в состав испанской национальной сборной и выступил на Кубке мира по спортивной ходьбе в Турине, где в дисциплине 20 км занял итоговое 44-е место.
В 2003 году на Кубке Европы в Чебоксарах сошёл с дистанции 50 км, при этом испанские ходоки всё равно стали серебряными призёрами в командном зачёте.
В феврале 2004 года одержал победу на чемпионате Испании в Сарагосе, установив свой личный рекорд в ходьбе на 50 км — 3:49:01. Благодаря череде удачных выступлений удостоился права защищать честь страны на летних Олимпийских играх в Афинах — в дисциплине 50 км показал результат 4:11:51, расположившись в итоговом протоколе соревнований на 33-й строке.
После афинской Олимпиады Гонсалес ещё в течение некоторого времени оставался членом испанской легкоатлетической сборной и продолжал принимать участие в крупнейших международных стартах. Так, в 2005 году он отметился выступлением на Кубке мира в Мишкольце, где, тем не менее, в гонке на 50 км не финишировал.
Завершил спортивную карьеру по окончании сезона 2009 года.